# Asla Dönmem
Asla Dönmem è il brano di Emre Altuğ a essere estratto nel 1999 dall'album İbret-i Alem.